# Dela Gotthelft
Adele Elisabeth Gotthelft (Kassel (estat de Hessen), 9 de setembre, 1892 -  morta després de 1943), va ser una cantant d'òpera, concert i oratori (contralt) alemanya.

## Biografia
Alemanya

Adele Gotthelft va ser la tercera i més jove filla del propietari de la impremta jueva de Kassel i editor de diaris Richard Gotthelft (1858–1933) i de la seva dona Selma, de soltera Alsberg (1865–1933). Després de graduar-se a l'institut i al Seminari Fröbel, va estudiar cant a Berlín amb Juan Luria i, a partir de 1916, amb Julius von Raatz-Brockmann. Durant la seva formació amb Konrad von Zawilowsky, ja va actuar com a cantant de concert i oratori, però després es va dedicar més a l'òpera. El 1921 va ser la primera contralt al teatre de la ciutat de Kaiserslautern, del 1922 al 1924 va estar compromesa al "Landestheater Coburg", i després va cantar al "Stadttheater Krefeld" fins al 1926. Del 1926 al 1927 va tornar a treballar com a cantant de concerts i des del 1927 fins a principis dels anys trenta va estar al teatre de la ciutat de Görlitz. Després va tornar a Berlín, on el 1932 va cantar a l'oratori "Salomon" de Händel amb la soprano Edith Boroschek.
Palestina

Després que els nacionalsocialistes van prendre el poder i va començar el regnat de terror nazi, els seus pares es van suïcidar junts el 8 de juny de 1933, i ella mateixa va fugir d'Alemanya. Va anar a Palestina, on inicialment es va guanyar la vida com a modista, però aviat va començar a treballar de nou amb Edith Boroschek i Karel Salmon, tots dos coneguts d'Alemanya. Per exemple, l'abril de 1934 va cantar com a solista en un concert del cor acadèmic de Jerusalem sota la direcció de Karel Salmon, i el 1936 va cantar un concert amb Edith Boroschek. També va participar en diverses produccions de l'Òpera de Cambra Palestina, que va ser fundada per Benno Fränkel àlies Benno D. Frank. Com que Gotthelft va aprendre hebreu amb força rapidesa, aviat va poder establir-se bé professionalment. De 1939 a 1943 va ser membre permanent del cor de ràdio del Servei de Radiodifusió Palestina (PBS), que es va convertir en Kol Israel (Radio Israel) el 1948. Després d'això, el seu rastre desapareix.